# Josef Wittmann (Leichtathlet)
Josef Wittmann (* 1882; † nach 1906) war ein österreichischer Kugelstoßer, Diskuswerfer, Steinstoßer und Tauzieher.

## Leben
Bei den Olympischen Zwischenspielen 1906 in Athen wurde er Vierter im Tauziehen. Seine Platzierungen im Kugelstoßen, Diskuswurf (griechischer Stil) und Steinstoßen sind nicht überliefert.